# 艾氏突颚蟹
艾氏突颚蟹（学名：Libystes edwardsi）为梭子蟹科突颚蟹属的动物。分布于日本、印尼、安达曼群岛、波斯湾以及中国大陆的广东等地，常生活于海水。